# Мехово (Пижицький повіт)
Мехово (пол. Mechowo) — село в Польщі, у гміні Пижиці Пижицького повіту Західнопоморського воєводства.
Населення — 152 особи (2011).
У 1975-1998 роках село належало до Щецинського воєводства.

## Демографія
Демографічна структура станом на 31 березня 2011 року:
|          | Загалом | Допрацездатний вік | Працездатний вік | Постпрацездатний вік |
| -------- | ------- | ------------------ | ---------------- | -------------------- |
| Чоловіки | 81      | 11                 | 61               | 9                    |
| Жінки    | 71      | 13                 | 41               | 17                   |
| Разом    | 152     | 24                 | 102              | 26                   |